# Nordkordofan
Nordkordofan (arabisk: شمال كردفان; oversat: Shamal Kurdufan) er en af Sudans 15 delstater (wilayat). Befolkningen udgjorde 2.529.370 indbyggere i 2006 på et areal på 221.900 km2.
Den administrative hovedby er Al-Obeid. 

## Administrativ inddeling
Delstaten er inddelt i ni mahaliyya:
1. Abu Zabad
2. Al Nohod
3. Bara
4. Gabrat al Sheikh
5. Gebeish
6. Shekan
7. Sodri
8. Um Rawaba
9. Wad Banda